# دوبنگنکی
دوبنگنکی (به لهستانی:  Dubeninki) یک روستا در لهستان است که در گمینا دوبنگنکی واقع شده‌است. دوبنگنکی ۹۶۲ نفر جمعیت دارد.